# SN 2000ey
SN 2000ey – supernowa typu Ia odkryta 11 listopada 2000 roku w galaktyce IC1481. W momencie odkrycia miała maksymalną jasność 16,20m.